# 557-es busz
Az 557-es jelzésű regionális autóbusz Cegléd, VOLÁNBUSZ telep és Cegléd, autóbusz-állomás között közlekedik, egy irányban. A járatot a MÁV Személyszállítási Zrt. üzemelteti.

## Története
A korábbi 2401-es járat 2016. december 11-étől 557-es jelzéssel közlekedik.

## Megállóhelyei
Az átszállási kapcsolatok között az azonos útvonalon közlekedő 550-es, 552-es, 553-as, 555-ös, 556-os és 558-as busz nincsen feltüntetve.
| 0 | Cegléd, VOLÁNBUSZ telep induló végállomás  | |
| 1 | Cegléd, köztemető                          | |
| 2 | Cegléd, Vásár tér                          | |
| 4 | Cegléd, Ruhagyár                           | |
| 5 | Cegléd, Síp utca                           | |
| 6 | Cegléd, posta                              | 520, 521, 522, 524, 525, 526, 528, 535, 537, 539, 540, 541, 542, 559, 560, 561, 562, 564, 565, 566 1348, 1362, 1376                                                       |
| 7 | Cegléd, Gimnázium utca                     | 520, 521, 522, 524, 525, 526, 528, 531, 535, 537, 539, 540, 541, 542, 559, 560, 561, 562, 564, 565, 566                                                                   |
| 8 | Cegléd, autóbusz-állomás érkező végállomás | 520, 521, 522, 525, 526, 528, 531, 535, 537, 539, 540, 541, 542, 559, 560, 561, 562, 564, 565, 566 1348, 1362, 1376 S50 G50 Z50 IC, sebesvonat, gyorsvonat, expresszvonat |